# Verein für Leibesübungen Bochum 1848 1980-1981
Questa voce raccoglie le informazioni riguardanti il Verein für Leibesübungen Bochum 1848 nelle competizioni ufficiali della stagione 1980-1981.

## Stagione
Nella stagione 1980-1981 il Bochum, allenato da Helmuth Johannsen, concluse il campionato di Bundesliga al 9º posto. In Coppa di Germania il Bochum fu eliminato agli ottavi di finale dall'Amburgo.

## Rosa
| N. |                     | Ruolo | Calciatore           |
| -- | ------------------- | ----- | -------------------- |
|    | Germania (bandiera) | P     | Reinhard Mager       |
|    | Germania (bandiera) | P     | Werner Scholz        |
|    | Germania (bandiera) | D     | Dieter Bast          |
|    | Germania (bandiera) | D     | Hermann Gerland      |
|    | Germania (bandiera) | D     | Michael Jakobs       |
|    | Germania (bandiera) | D     | Heinz Knüwe          |
|    | Germania (bandiera) | D     | Franz-Josef Tenhagen |
|    | Germania (bandiera) | D     | Lothar Woelk         |

| N. |                     | Ruolo | Calciatore        |
| -- | ------------------- | ----- | ----------------- |
|    | Croazia (bandiera)  | D     | Ivan Žugčić       |
|    | Germania (bandiera) | C     | Rolf Blau         |
|    | Svizzera (bandiera) | C     | Christian Gross   |
|    | Germania (bandiera) | C     | Ata Lameck        |
|    | Germania (bandiera) | C     | Walter Oswald     |
|    | Germania (bandiera) | A     | Hans-Joachim Abel |
|    | Germania (bandiera) | A     | Dieter Lemke      |
|    | Germania (bandiera) | A     | Kurt Pinkall      |

## Organigramma societario
Area tecnica
- Allenatore: Helmuth Johannsen
- Allenatore in seconda:
- Preparatore dei portieri:
- Preparatori atletici:

## Calciomercato

### Sessione estiva
| Acquisti | Acquisti        | Acquisti        | Acquisti |
| R.       | Nome            | da              | Modalità |
| -------- | --------------- | --------------- | -------- |
| C        | Christian Gross | Xamax Neuchâtel |          |
| D        | Michael Jakobs  | Wattenscheid 09 |          |
| D        | Ivan Žugčić     | Wattenscheid 09 |          |

| Cessioni | Cessioni         | Cessioni   | Cessioni |
| R.       | Nome             | a          | Modalità |
| -------- | ---------------- | ---------- | -------- |
| C        | Ulrich Bittorf   | Herford    |          |
| C        | Luka Bonačić     | Malaga     |          |
| D        | Michael Eggert   | Norimberga |          |
| D        | Detlef Jaskowiak | Bocholt    |          |

### Sessione invernale
| Acquisti | Acquisti | Acquisti | Acquisti |
| R.       | Nome     | da       | Modalità |
| -------- | -------- | -------- | -------- |

| Cessioni | Cessioni     | Cessioni  | Cessioni |
| R.       | Nome         | a         | Modalità |
| -------- | ------------ | --------- | -------- |
| A        | Josef Kaczor | Feyenoord |          |

## Risultati

### Bundesliga

#### Girone di andata
| Arbitro: | Roth |

|                             |           |                        |
| Klinkhammer 77’ Raubold 82’ | Marcatori | 50’ Pinkall 85’ Oswald |

| Bochum 20 agosto 1980, ore 19:30 CEST 2ª giornata | Bochum | 0 – 0 referto | Karlsruhe | Ruhrstadion (20 000 spett.)\| Arbitro: \| Gabor \| |
| Arbitro:                                          | Gabor  |               |           |                                                    |

| Arbitro: | Tritschler |

|          |           |           |
| Abel 59’ | Marcatori | 86’ Fruck |

| Arbitro: | Treib |

|  |           |                      |
|  | Marcatori | 20’ Pinkall 69’ Bast |

| Bochum 5 settembre 1980, ore 19:30 CEST 5ª giornata | Bochum   | 0 – 0 referto | Kaiserslautern | Ruhrstadion (20 000 spett.)\| Arbitro: \| Brückner \| |
| Arbitro:                                            | Brückner |               |                |                                                       |

| Arbitro: | Clajus |

|                           |           |                     |
| Littbarski 42’ Müller 59’ | Marcatori | 35’ Blau 66’ Kaczor |

| Arbitro: | Retzmann |

|                           |           |  |
| Gross 50’ Abel 57’ (rig.) | Marcatori |  |

| Arbitro: | Aldinger |

|                        |           |                 |
| Matthäus 43’ Bruns 70’ | Marcatori | 52’ (rig.) Abel |

| Arbitro: | Hontheim |

|                 |           |                       |
| Pinkall 4’, 90’ | Marcatori | 17’ Eggeling 73’ Hahn |

| Arbitro: | Föckler |

|                                   |           |           |
| Rummenigge 3’, 22’ Dürnberger 29’ | Marcatori | 84’ Knüwe |

| Arbitro: | Hennig |

|  |           |                               |
|  | Marcatori | 14’ Burgsmüller 29’ Abramczik |

| Arbitro: | Schmidhuber |

|          |           |         |
| Weikl 8’ | Marcatori | 9’ Abel |

| Arbitro: | Heitmann |

|                                          |           |          |
| Woelk 20’ Pinkall 30’, 79’ Bast 39’, 66’ | Marcatori | 45’ Jara |

| Arbitro: | Pauly |

|                                 |           |                           |
| Angele 51’ Schock 71’ Geils 89’ | Marcatori | 41’, 75’ Pinkall 68’ Abel |

| Arbitro: | Klauser |

|           |           |            |
| Knüwe 67’ | Marcatori | 25’ Demuth |

| Arbitro: | Kasperowski |

|                                    |           |            |
| Tüfekçi 15’, 41’, 58’ Allgöwer 56’ | Marcatori | 31’ Lameck |

| Arbitro: | Niebergall |

|  |           |                                      |
|  | Marcatori | 75’ Hrubesch 82’ Reimann 85’ Hartwig |

#### Girone di ritorno
| Arbitro: | Ohmsen |

|                                        |           |          |
| Tenhagen 60’ Pinkall 77’, 81’ Bast 86’ | Marcatori | 9’ Sidka |

| Karlsruhe 24 gennaio 1981, ore 15:30 CET 19ª giornata | Karlsruhe | 0 – 0 referto | Bochum | Wildparkstadion (18 000 spett.)\| Arbitro: \| Luca \| |
| Arbitro:                                              | Luca      |               |        |                                                       |

| Arbitro: | Gabor |

|  |           |                                |
|  | Marcatori | 43’ Gross 47’ Pinkall 89’ Blau |

| Arbitro: | Engel |

|                                     |           |  |
| Gross 20’, 74’ Blau 66’ Pinkall 85’ | Marcatori |  |

| Kaiserslautern 24 marzo 1981, ore 20:00 CET 22ª giornata | Kaiserslautern | 0 – 0 referto | Bochum | Betzenbergstadion (18 329 spett.)\| Arbitro: \| Tritschler \| |
| Arbitro:                                                 | Tritschler     |               |        |                                                               |

| Arbitro: | Föckler |

|          |           |              |
| Blau 76’ | Marcatori | 53’ Woodcock |

| Arbitro: | Horstmann |

|                   |           |                  |
| Cha 5’ Pezzey 34’ | Marcatori | 27’, 46’ Pinkall |

| Arbitro: | Ross |

|         |           |             |
| Blau 3’ | Marcatori | 80’ Schäfer |

| Arbitro: | Messmer |

|              |           |  |
| Eggeling 81’ | Marcatori |  |

| Arbitro: | Hontheim |

|         |           |                                                 |
| Abel 4’ | Marcatori | 11’ (rig.) Breitner 70’ Horsmann 74’ Rummenigge |

| Arbitro: | Waltert |

|               |           |                               |
| Abramczik 81’ | Marcatori | 35’ Bast 45’ Pinkall 61’ Abel |

| Arbitro: | Joos |

|                      |           |            |
| Žugčić 40’ Knüwe 62’ | Marcatori | 14’ Bommer |

| Arbitro: | Klauser |

|  |           |                                                   |
|  | Marcatori | 18’ Blau 43’ Woelk 59’, 76’ Pinkall 79’, 87’ Abel |

| Arbitro: | Aldinger |

|  |           |                     |
|  | Marcatori | 8’ Schock 47’ Geils |

| Arbitro: | Schmoock |

|                       |           |  |
| Klimke 22’ Økland 69’ | Marcatori |  |

| Arbitro: | Kasperowski |

|          |           |             |
| Abel 75’ | Marcatori | 15’ Tüfekçi |

| Arbitro: | Brückner |

|                          |           |          |
| Schröder 82’ Hartwig 85’ | Marcatori | 45’ Abel |

### Coppa di Germania
| Arbitro: | Wippker |

|                                       |           |  |
| Gross 47’ Pinkall 50’, 51’ Lameck 58’ | Marcatori |  |

| Arbitro: | Stäglich |

|                                                    |           |          |
| Oswald 46’ Pinkall 53’ Abel 55’ Woelk 74’ Bast 80’ | Marcatori | 67’ Mill |

| Arbitro: | Aldinger |

|               |           |                      |
| Luy 9’ (rig.) | Marcatori | 35’, 89’ (rig.) Abel |

| Arbitro: | Roth |

|                                           |           |           |
| Buljan 23’ Hrubesch 40’, 90’ Milewski 86’ | Marcatori | 79’ Gross |

## Statistiche

### Statistiche di squadra
| Competizione      | Punti | In casa | In casa | In casa | In casa | In casa | In casa | In trasferta | In trasferta | In trasferta | In trasferta | In trasferta | In trasferta | Totale | Totale | Totale | Totale | Totale | Totale | DR  |
| Competizione      | Punti | G       | V       | N       | P       | Gf      | Gs      | G            | V            | N            | P            | Gf           | Gs           | G      | V      | N      | P      | Gf     | Gs     | DR  |
| ----------------- | ----- | ------- | ------- | ------- | ------- | ------- | ------- | ------------ | ------------ | ------------ | ------------ | ------------ | ------------ | ------ | ------ | ------ | ------ | ------ | ------ | --- |
| Bundesliga        | 33    | 17      | 5       | 8       | 4       | 25      | 20      | 17           | 4            | 7            | 6            | 28           | 25           | 34     | 9      | 15     | 10     | 53     | 45     | +8  |
| Coppa di Germania | -     | 2       | 2       | 0       | 0       | 9       | 1       | 2            | 1            | 0            | 1            | 3            | 5            | 4      | 3      | 0      | 1      | 12     | 6      | +6  |
| Totale            | 33    | 19      | 7       | 8       | 4       | 34      | 21      | 19           | 5            | 7            | 7            | 31           | 30           | 38     | 12     | 15     | 11     | 65     | 51     | +14 |

### Andamento in campionato
| Giornata  | 1 | 2 | 3  | 4 | 5 | 6 | 7 | 8 | 9 | 10 | 11 | 12 | 13 | 14 | 15 | 16 | 17 | 18 | 19 | 20 | 21 | 22 | 23 | 24 | 25 | 26 | 27 | 28 | 29 | 30 | 31 | 32 | 33 | 34 |
| --------- | - | - | -- | - | - | - | - | - | - | -- | -- | -- | -- | -- | -- | -- | -- | -- | -- | -- | -- | -- | -- | -- | -- | -- | -- | -- | -- | -- | -- | -- | -- | -- |
| Luogo     | T | C | C  | T | C | T | C | T | C | T  | C  | T  | C  | T  | C  | T  | C  | C  | T  | T  | C  | T  | C  | T  | C  | T  | C  | T  | C  | T  | C  | T  | C  | T  |
| Risultato | N | N | N  | V | N | N | V | P | N | P  | P  | N  | V  | N  | N  | P  | P  | V  | N  | V  | V  | N  | N  | N  | N  | P  | P  | V  | V  | V  | P  | P  | N  | P  |
| Posizione | 8 | 9 | 11 | 7 | 8 | 8 | 4 | 7 | 7 | 9  | 10 | 10 | 8  | 8  | 8  | 10 | 10 | 8  | 9  | 8  | 7  | 8  | 7  | 8  | 7  | 8  | 8  | 8  | 6  | 6  | 7  | 8  | 8  | 9  |

Legenda:

Luogo: C = Casa; T = Trasferta. Risultato: V = Vittoria; N = Pareggio; P = Sconfitta.

### Statistiche dei giocatori
| Giocatore   | Bundesliga | Bundesliga | Bundesliga  | Bundesliga | Coppa di Germania | Coppa di Germania | Coppa di Germania | Coppa di Germania | Totale   | Totale | Totale      | Totale     |
| Giocatore   | Presenze   | Reti       | Ammonizioni | Espulsioni | Presenze          | Reti              | Ammonizioni       | Espulsioni        | Presenze | Reti   | Ammonizioni | Espulsioni |
| ----------- | ---------- | ---------- | ----------- | ---------- | ----------------- | ----------------- | ----------------- | ----------------- | -------- | ------ | ----------- | ---------- |
| H. Abel     | 33         | 11         | 2           | 0          | 4                 | 3                 | 0                 | 0                 | 37       | 14     | 2           | 0          |
| D. Bast     | 34         | 5          | 2           | 0          | 3                 | 1                 | 0                 | 0                 | 37       | 6      | 2           | 0          |
| R. Blau     | 32         | 6          | 3           | 0          | 3                 | 0                 | 0                 | 0                 | 35       | 6      | 3           | 0          |
| H. Gerland  | 17         | 0          | 3           | 0          | 2                 | 0                 | 0                 | 0                 | 19       | 0      | 3           | 0          |
| C. Gross    | 26         | 4          | 3           | 0          | 4                 | 2                 | 0                 | 0                 | 30       | 6      | 3           | 0          |
| M. Jakobs   | 27         | 0          | 2           | 0          | 4                 | 0                 | 0                 | 0                 | 31       | 0      | 2           | 0          |
| J. Kaczor   | 9          | 1          | 0           | 0          | 1                 | 0                 | 0                 | 0                 | 10       | 1      | 0           | 0          |
| H. Knüwe    | 25         | 3          | 0           | 0          | 3                 | 0                 | 0                 | 0                 | 28       | 3      | 0           | 0          |
| A. Lameck   | 34         | 1          | 2           | 0          | 4                 | 1                 | 0                 | 0                 | 38       | 2      | 2           | 0          |
| D. Lemke    | 9          | 0          | 0           | 0          | 2                 | 0                 | 0                 | 0                 | 11       | 0      | 0           | 0          |
| R. Mager    | 34         | 0          | 0           | 0          | 3                 | 0                 | 0                 | 0                 | 37       | 0      | 0           | 0          |
| W. Oswald   | 16         | 1          | 2           | 0          | 4                 | 1                 | 1                 | 0                 | 20       | 2      | 3           | 0          |
| K. Pinkall  | 32         | 17         | 5           | 0          | 4                 | 3                 | 0                 | 0                 | 36       | 20     | 5           | 0          |
| W. Scholz   | 1          | 0          | 0           | 0          | 1                 | 0                 | 0                 | 0                 | 2        | 0      | 0           | 0          |
| F. Tenhagen | 23         | 1          | 1           | 0          | 2                 | 0                 | 0                 | 0                 | 25       | 1      | 1           | 0          |
| L. Woelk    | 32         | 2          | 2           | 0          | 4                 | 1                 | 1                 | 0                 | 36       | 3      | 3           | 0          |
| I. Žugčić   | 16         | 1          | 2           | 0          | 3                 | 0                 | 0                 | 0                 | 19       | 1      | 2           | 0          |